# Berberis delavayi
Berberis delavayi är en berberisväxtart som beskrevs av Camillo Karl Schneider. Berberis delavayi ingår i släktet berberisar, och familjen berberisväxter. Inga underarter finns listade i Catalogue of Life.